# Карло Кудічіні
Карло Кудічіні (італ. Carlo Cudicini, нар. 6 вересня 1973, Мілан) — колишній італійський футболіст, воротар. Більшу частину кар'єри провів у англійському «Челсі», з яким двічі виграв чемпіонат Англії, а також став триразовим володарем Кубка Англії та по два рази ставав переможцем Кубка англійської ліги та Суперкубка Англії.
По завершенні ігрової кар'єри — футбольний тренер. З 2015 року входить до тренерського штабу молодіжної збірної Ірландії.

## Клубна кар'єра
Народився 6 вересня 1973 року в місті Мілан. Вихованець футбольної школи клубу «Мілан», де в 1960-ті роки відзначався його батько, Фабіо Кудічіні, названий вболівальниками команди найкращим голкіпером «Россонері» двадцятого століття. Дорослу футбольну кар'єру Карло розпочав 1992 року в основній команді того ж клубу, проте в першому сезоні так жодного разу на поле і не вийшов, хоча і виборов з командою титул чемпіона Італії. По завершенні сезону Карло відправився до нижчолігового «Комо», але і там закріпитися не зумів, тому повернувся назад у Мілан, де і знаходився до завершення контракту. Як резервний гравець, втім, додав до переліку своїх трофеїв титул володаря Суперкубка Італії з футболу.

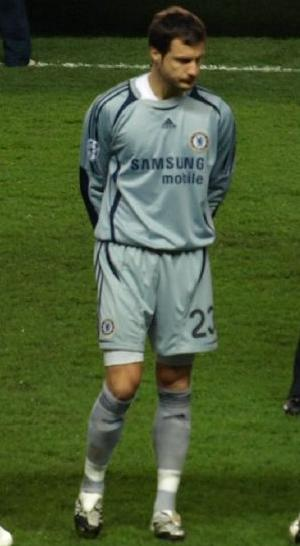
Карло Кудічіні під час виступів за «Челсі». 5 березня 2008 року.

Згодом, з 1995 по 1999 рік грав у складі «Прато», «Лаціо» та «Кастель ді Сангро».
Своєю грою привернув увагу представників тренерського штабу «Челсі», до складу якого приєднався 1999 року за 160 тис. фунтів. Спочатку Кудічіні був узятий «Челсі» в оренду на сезон, а потім повністю перейшов до клубу. Спочатку Кудічіні купувався на роль резервного голкіпера — місце у воротах «Челсі» займав Ед де Гуй. Однак Кудічіні витіснив зі складу де Гуя, а потім виграв боротьбу за місце в складі в іншого конкурента — Марка Боснича. Карло був названий Гравцем року «Челсі» сезону 2001/2002. Влітку 2004 року «Челсі» придбав Петера Чеха, який відразу витіснив Карло зі складу, тому наступні 4,5 роки Кудічіні був другим воротарем команди. За ці десять років Кудічіні додав до переліку своїх трофеїв два титули чемпіона Англії, став траразовим володарем Кубка Англії, дворазовим володарем Кубка англійської ліги та дворазовим володарем Суперкубка Англії з футболу (двічі).
До складу клубу «Тоттенгем Готспур» приєднався 26 січня 2009 року на правах вільного агента, проте і тут Кудічіні не здобув собі місце в основі команди, програючи конкуренцію спочатку Еуреліо Гомесу, а згодом і Бреду Фріделю. Всього за чотири роки встиг відіграти за лондонський клуб лише 19 матчів в національному чемпіонаті.
Завершив професійну ігрову кар'єру у клубі «Лос-Анджелес Гелаксі», за який виступав протягом 2013 року.

## Виступи за збірні
1990 року дебютував у складі юнацької збірної Італії, у складі якої протягом трьох років взяв участь у 20 іграх на юнацькому рівні.
1993 року провів одну гру у складі молодіжної збірної Італії. На молодіжному рівні зіграв у 1 офіційному матчі.
2002 року був викликаний для участі в офіційному матчі у складі національної збірної Італії у грі проти збірної Туреччини, що відбувся 20 листопада. Проте, Кудічіні так на поле і не вийшов, а в майбутньому жодного разу більше не викликався до лав збірної.

## Кар'єра тренера
Розпочав тренерську кар'єру невдовзі по завершенні кар'єри гравця, 2015 року, увійшовши до тренерського штабу молодіжної збірної Ірландії, де став працювати з воротарями.

## Статистика виступів

### Статистика клубних виступів
| Сезон                         | Команда                       | Чемпіонат                     | Чемпіонат | Чемпіонат | Національний кубок | Національний кубок | Національний кубок | Континентальні кубки | Континентальні кубки | Континентальні кубки | Інші змагання | Інші змагання | Інші змагання | Усього | Усього |
| Сезон                         | Команда                       | Ліга                          | Ігор      | Голів     | Ліга               | Ігор               | Голів              | Ліга                 | Ігор                 | Голів                | Cpmp          | Ігор          | Голів         | Ігор   | Голів  |
| ----------------------------- | ----------------------------- | ----------------------------- | --------- | --------- | ------------------ | ------------------ | ------------------ | -------------------- | -------------------- | -------------------- | ------------- | ------------- | ------------- | ------ | ------ |
| 1992–93                       | «Мілан»                       | A                             | 0         | -0        | КІ                 | 1                  | -2                 | ЛЧ                   | 2                    | -0                   | СІ            | 0             | -0            | 3      | -2     |
| 1993–94                       | Como                          | C1 (ІІІ)                      | 6         | -4        | КІ+CI-C            | 1+0                | -2                 | -                    | -                    | -                    | -             | -             | -             | 7      | -6     |
| 1994–95                       | «Мілан»                       | A                             | 0         | -0        | КІ                 | 0                  | -0                 | ЛЧ                   | 0                    | -0                   | СІ+СУ+МКК     | 0             | -0            | 0      | -0     |
| Усього за «Мілан»             | Усього за «Мілан»             | Усього за «Мілан»             | 0         | -0        |                    | 1                  | -2                 |                      | 2                    | -0                   |               | 0             | -0            | 3      | -2     |
| 1995–96                       | «Прато»                       | C1 (ІІІ)                      | 30        | -28       | CI-C               | 0                  | -0                 | -                    | -                    | -                    | -             | -             | -             | 30     | -28    |
| 1996–97                       | «Лаціо»                       | A                             | 1         | -1        | КІ                 | 0                  | -0                 | КУЄФА                | 0                    | -0                   | -             | -             | -             | 1      | -1     |
| 1997–98                       | «Кастель-ді-Сангро»           | B (ІІ)                        | 14        | -26       | КІ                 | 2                  | -4                 | -                    | -                    | -                    | -             | -             | -             | 16     | -30    |
| 1998–99                       | «Кастель-ді-Сангро»           | C1 (ІІІ)                      | 32        | -33       | КІ+CI-C            | 6+0                | -3                 | -                    | -                    | -                    | -             | -             | -             | 38     | -36    |
| Усього за «Кастель-ді-Сангро» | Усього за «Кастель-ді-Сангро» | Усього за «Кастель-ді-Сангро» | 46        | -59       |                    | 8                  | -7                 |                      | -                    | -                    |               | -             | -             | 54     | -66    |
| 1999–00                       | «Челсі»                       | ПЛ                            | 1         | -0        | КА+КЛ              | 0+1                | -1                 | ЛЧ                   | 1                    | -0                   | -             | -             | -             | 3      | -1     |
| 2000–01                       | «Челсі»                       | ПЛ                            | 24        | -27       | КА+КЛ              | 3+0                | -5                 | КУЄФА                | 2                    | -2                   | СА            | 0             | -0            | 29     | -34    |
| 2001–02                       | «Челсі»                       | ПЛ                            | 28        | -27       | КА+КЛ              | 8+5                | -6 + -6            | КУЄФА                | 0                    | -0                   | -             | -             | -             | 41     | -39    |
| 2002–03                       | «Челсі»                       | ПЛ                            | 36        | -36       | КА+КЛ              | 5+3                | -5 + -3            | КУЄФА                | 2                    | -5                   | -             | -             | -             | 46     | -49    |
| 2003–04                       | «Челсі»                       | ПЛ                            | 26        | –20       | КА+КЛ              | 3+0                | -2                 | ЛЧ                   | 11                   | -5                   | -             | -             | -             | 40     | -27    |
| 2004–05                       | «Челсі»                       | ПЛ                            | 3         | -2        | КА+КЛ              | 3+4                | -2 + -1            | ЛЧ                   | 1                    | -0                   | -             | -             | -             | 11     | -5     |
| 2005–06                       | «Челсі»                       | ПЛ                            | 4         | -1        | КА+КЛ              | 6+1                | -6 + -1            | ЛЧ                   | 1                    | -0                   | СА            | 0             | -0            | 12     | -8     |
| 2006–07                       | «Челсі»                       | ПЛ                            | 8         | -3        | КА+КЛ              | 0+1                | -0                 | ЛЧ                   | 1                    | -1                   | СА            | 1             | -2            | 11     | -6     |
| 2007–08                       | «Челсі»                       | ПЛ                            | 10        | -7        | КА+КЛ              | 2+2                | -2 + -3            | ЛЧ                   | 5                    | -2                   | СА            | 0             | -0            | 19     | -14    |
| 2008–09                       | «Челсі»                       | ПЛ                            | 2         | -0        | КА+КЛ              | 1+1                | -1 + -1            | ЛЧ                   | 0                    | -0                   | -             | -             | -             | 4      | -2     |
| Усього за «Челсі»             | Усього за «Челсі»             | Усього за «Челсі»             | 142       | -123      |                    | 49                 | -45                |                      | 24                   | -15                  |               | 1             | -2            | 216    | -175   |
| 2008–09                       | «Тоттенгем Готспур»           | ПЛ                            | 4         | -5        | КА+КЛ              | 0                  | -0                 | КУЄФА                | 0                    | -0                   | -             | -             | -             | 4      | -5     |
| 2009–10                       | «Тоттенгем Готспур»           | ПЛ                            | 7         | -11       | КА+КЛ              | 0+1                | -1                 | -                    | -                    | -                    | -             | -             | -             | 8      | -12    |
| 2010–11                       | «Тоттенгем Готспур»           | ПЛ                            | 8         | -7        | КА+КЛ              | 1+0                | -0                 | ЛЧ                   | 4                    | -6                   | -             | -             | -             | 13     | -13    |
| 2011–12                       | «Тоттенгем Готспур»           | ПЛ                            | 0         | -0        | КА+КЛ              | 6+0                | -7                 | ЛЄ                   | 5                    | -2                   | -             | -             | -             | 11     | -9     |
| 2012-13                       | «Тоттенгем Готспур»           | ПЛ                            | 0         | -0        | КА+КЛ              | 0+1                | -0                 | ЛЄ                   | 0                    | -0                   | -             | -             | -             | 1      | -0     |
| Усього за «Тоттенгем Готспур» | Усього за «Тоттенгем Готспур» | Усього за «Тоттенгем Готспур» | 19        | -23       |                    | 9                  | -8                 |                      | 9                    | -8                   |               | -             | -             | 37     | -39    |
| 2013                          | «Лос-Анджелес Гелаксі»        | МЛС                           | 21        | -27       | ВКСША              | 0                  | -0                 | ЛЧ                   | 4                    | -4                   | -             | -             | -             | 25     | -31    |
| Усього за кар'єру             | Усього за кар'єру             | Усього за кар'єру             | 265       | -265      |                    | 68                 | -64                |                      | 39                   | -27                  |               | 1             | -2            | 373    | -358   |

## Титули і досягнення

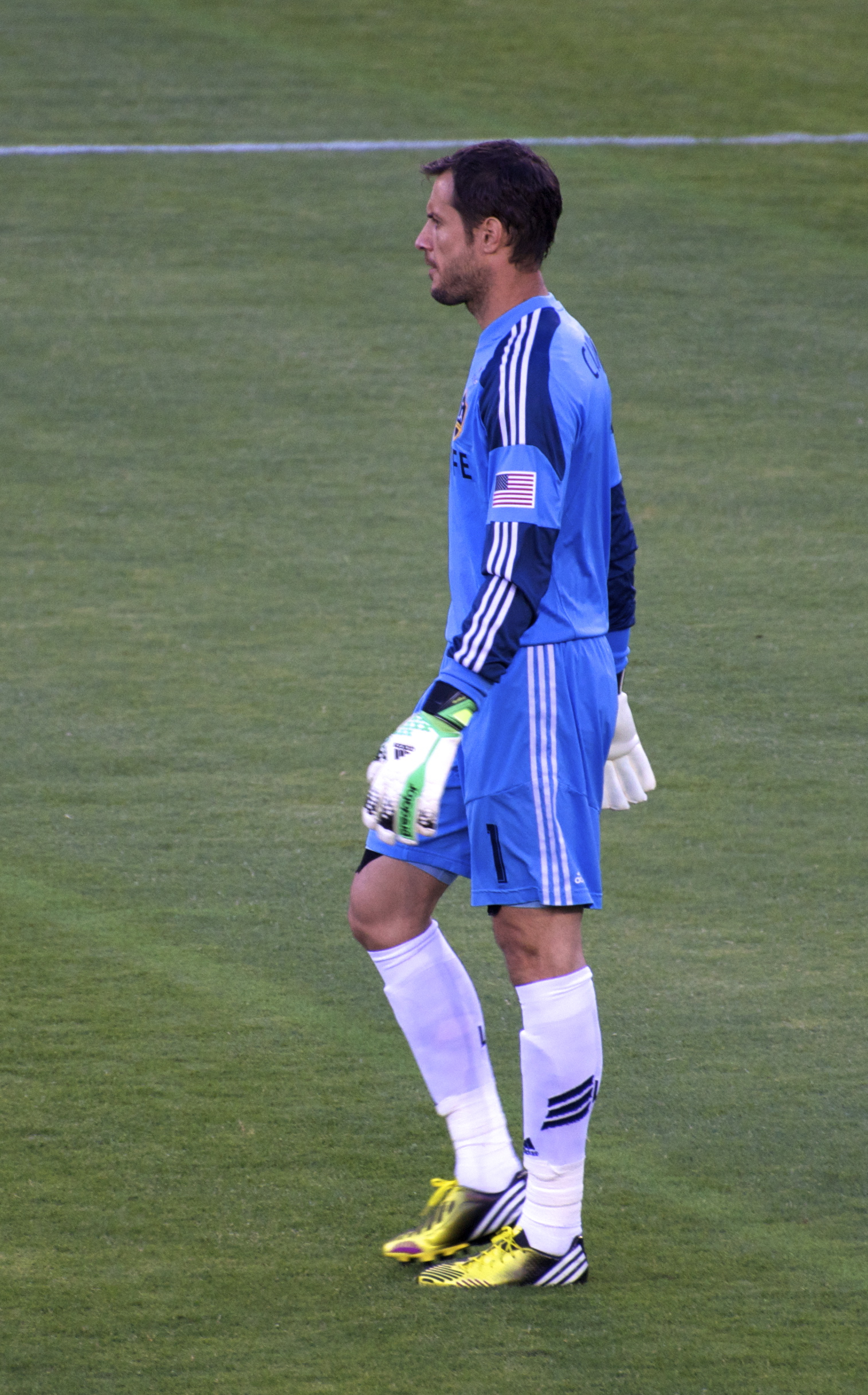
Карло Кудічіні під час виступів за «Лос-Анджелес Гелаксі». 29 червня 2013 року.

### Командні
- Чемпіон Італії (1):

«Мілан»: 1992-93
- Володар Суперкубка Італії (1):

«Мілан»: 1994
- Володар Суперкубка УЄФА (1):

«Мілан»: 1994
- Чемпіон Англії (2):

«Челсі»: 2004-05, 2005-06
- Володар Кубка Англії (2):

«Челсі»: 1999-00, 2006-07
- Володар Кубка Футбольної ліги (2):

«Челсі»: 2004-05, 2006-07
- Володар Суперкубка Англії (2):

«Челсі»: 2000, 2005

### Особисті
- Футболіст року в «Челсі»: 2002